# Naran, Sükhbaatar
Naran (tiếng Mông Cổ: Наран) là một sum của tỉnh Sükhbaatar ở miền đông Mông Cổ. Vào năm 2009, dân số của sum là 1.477 người.

## Địa lý
Sum có diện tích khoảng 3.500 km2. Trung tâm sum, Khongor, nằm cách thủ đô Ulaanbaatar 700 km.

### Khí hậu
Naran có khí hậu bán khô hạn. Nhiệt độ trung bình hàng năm ở khu vực này là 4 °C. Tháng ấm nhất là tháng 7, khi nhiệt độ trung bình là 25 °C và lạnh nhất là tháng 1, với -22 °C. Lượng mưa trung bình hàng năm là 335 mm. Tháng ẩm ướt nhất là tháng 6, với lượng mưa trung bình là 84 mm, và khô nhất là tháng 1, với 3 mm.

## Kinh tế
Sum có một trường học, bệnh viện và khu dịch vụ.